# Dommartemont
Dommartemont és un municipi francès situat al departament de Meurthe i Mosel·la i a la regió del Gran Est. L'any 2007 tenia 647 habitants.

## Demografia

### Població
El 2007 la població de fet de Dommartemont era de 647 persones. Hi havia 258 famílies, de les quals 52 eren unipersonals (28 homes vivint sols i 24 dones vivint soles), 95 parelles sense fills, 95 parelles amb fills i 16 famílies monoparentals amb fills.
La població ha evolucionat segons el següent gràfic:
Habitants censats

### Habitatges
El 2007 hi havia 273 habitatges, 256 eren l'habitatge principal de la família, 9 eren segones residències i 8 estaven desocupats. 247 eren cases i 26 eren apartaments. Dels 256 habitatges principals, 229 estaven ocupats pels seus propietaris, 17 estaven llogats i ocupats pels llogaters i 11 estaven cedits a títol gratuït; 3 tenien una cambra, 2 en tenien dues, 16 en tenien tres, 52 en tenien quatre i 183 en tenien cinc o més. 221 habitatges disposaven pel capbaix d'una plaça de pàrquing. A 93 habitatges hi havia un automòbil i a 153 n'hi havia dos o més.

### Piràmide de població
La piràmide de població per edats i sexe el 2009 era:
| Homes | Edats   | Dones |
| ----- | ------- | ----- |
| 0     | 95 o +  | 0     |
| 4     | 90 a 94 | 0     |
| 0     | 85 a 89 | 0     |
| 0     | 80 a 84 | 4     |
| 4     | 75 a 79 | 12    |
| 20    | 70 a 74 | 20    |
| 28    | 65 a 69 | 16    |
| 20    | 60 a 64 | 24    |
| 12    | 55 a 59 | 28    |
| 36    | 50 a 54 | 36    |
| 36    | 45 a 49 | 20    |
| 20    | 40 a 44 | 28    |
| 36    | 35 a 39 | 32    |
| 8     | 30 a 34 | 4     |
| 16    | 25 a 29 | 4     |
| 12    | 20 a 24 | 16    |
| 20    | 15 a 19 | 20    |
| 48    | 10 a 14 | 12    |
| 20    | 5 a 9   | 16    |
| 12    | 0 a 4   | 8     |

## Economia
El 2007 la població en edat de treballar era de 410 persones, 271 eren actives i 139 eren inactives. De les 271 persones actives 257 estaven ocupades (147 homes i 110 dones) i 14 estaven aturades (5 homes i 9 dones). De les 139 persones inactives 44 estaven jubilades, 67 estaven estudiant i 28 estaven classificades com a «altres inactius».

### Ingressos
El 2009 a Dommartemont hi havia 264 unitats fiscals que integraven 688 persones, la mediana anual d'ingressos fiscals per persona era de 32.750,5 €.

### Activitats econòmiques
Dels 21 establiments que hi havia el 2007, 1 era d'una empresa de fabricació d'altres productes industrials, 1 d'una empresa de construcció, 6 d'empreses de comerç i reparació d'automòbils, 4 d'empreses d'hostatgeria i restauració, 4 d'empreses financeres, 1 d'una empresa immobiliària, 2 d'empreses de serveis i 2 d'entitats de l'administració pública.
Dels 5 establiments de servei als particulars que hi havia el 2009, 1 era una lampisteria, 3 restaurants i 1 agència immobiliària.

## Equipaments sanitaris i escolars
```
Dommartemont
 disposava d'un col·legi d'educació secundària amb 300 alumnes.
```

## Poblacions més properes
El següent diagrama mostra les poblacions més properes.